# Vlag van Loil

Dorpsvlag Loil

De vlag van Loil werd in 2010 door het Nederlandse dorp Loil in gebruik genomen. De vlag wordt als volgt omschreven:
Geel, met over de broekdiagonaal een in drie rijen wit-blauw geblokte baan.
De vlag is gelijk aan het wapenbeeld.

## Symboliek
Het is het wapen van het geslacht Van Loil (ook wel: Loel, Lole, Van Loelle), dat tussen 1364 en 1474 gevoerd werd.

## Verwante afbeeldingen

Wapen van Loil

Acquoy
· Beekbergen-Lieren
· Beemte Broekland
· Bemmel
· Bennekom
· Bredevoort
· Deil
· Doornenburg
· Ederveen
· Elden
· Emst
· Enspijk
· Epse
· Gameren
· Gellicum
· Groenlo
· Harskamp
· Herwijnen
· Heukelum
· Heveadorp
· Hoenderloo
· Kerkdriel
· Klarenbeek
· Kootwijkerbroek
· Laag-Keppel
· Lathum
· Leuvenum
· Loenen
· Loil
· Meteren
· Netterden
· Oosterhuizen
· Radio Kootwijk
· Rumpt
· Schaarsbergen
· Spijk
· Stroe
· Teuge
· Uddel
· Ugchelen
· Vaassen
· Vierhouten
· Voorthuizen
· Vredenburg/Kronenburg